# Ochotnicza Straż Pożarna w Węgierkach
Ochotnicza Straż Pożarna w Węgierkach – organizacja społeczna powstała w 1898 roku w Węgierkach, zrzeszona w Związku Ochotniczych Straży Pożarnych RP, należąca od 1995 roku do Krajowego Systemu Ratowniczo-Gaśniczego.

## Historia
Ochotnicza Straż Pożarna w Węgierkach została utworzona w 1898 roku. Początkowo była kierowana przez miejscowych kolonistów niemieckich. Na początku XX wieku jednostka otrzymała pierwszy sprzęt oraz sztandar. W 1934 jednostka przeszła w polskie posiadanie.
W czasie II wojny światowej gestapo zniszczyło umundurowanie, zarekwirowało również sprzęt oraz dokumentację. Po wojnie mieszkańcy Węgierek odbudowali swą straż ochotniczą. W 1956 jednostka zakupiła pierwszy wóz bojowy marki Chevrolet, który został eksponatem w Wielkopolskim Muzeum Pożarnictwa w Rakoniewicach.
Na przełomie lat 60. i 70. XX w. wybudowano budynek remizy i świetlicę. W tym samym czasie jednostka otrzymała swój drugi wóz – FSC Żuk (przekazany później do OSP Września), a kilka lat później Stara (Jelcz 005), który do 2017r. wraz z otrzymanym w 2005 roku Star MAN-em znajdował się w podziale bojowym OSP Węgierki. W październiku 2017 roku jednostka wzbogaciła się o ciężki wóz gaśniczy KAMAZ. W marcu 2018 roku odbyło się oficjalne przekazanie pojazdu.
W 1995 roku jednostka została przyłączona do Krajowego Systemu Ratowniczo-Gaśniczego. Na 100-lecie istnienia straży OSP Węgierki otrzymały nowy sztandar, a w 2013 roku odbyła się uroczystość – obchody 115-lecia jednostki straży pożarnej w Węgierkach.

## Baza techniczna

### Remiza
Murowana ze świetlicą wraz z zapleczem socjalnym, dwoma garażami oraz pomieszczeniem gospodarczym. Wybudowana na przełomie lat 60. i 70. XX w. wraz z wiejskim domem kultury.

### Samochody
- Pożarniczy Kamaz 43118 GCBA 5,5/32[6]

- Pożarniczy Star-MAN M-69 GBAR 2,5/20[7]

### Sprzęt
- 2 szt. motopompa szlamowa
- motopompa pływająca Niagara
- narzędzia ratownictwa technicznego
- aparaty ochrony dróg oddechowych[7]